# Cá nheo Côn Minh
The Kunming catfish, Silurus mento, là một loài cá thuộc họ Siluridae. Đây là loài đặc hữu của Trung Quốc.